# Marynarz (zawód)

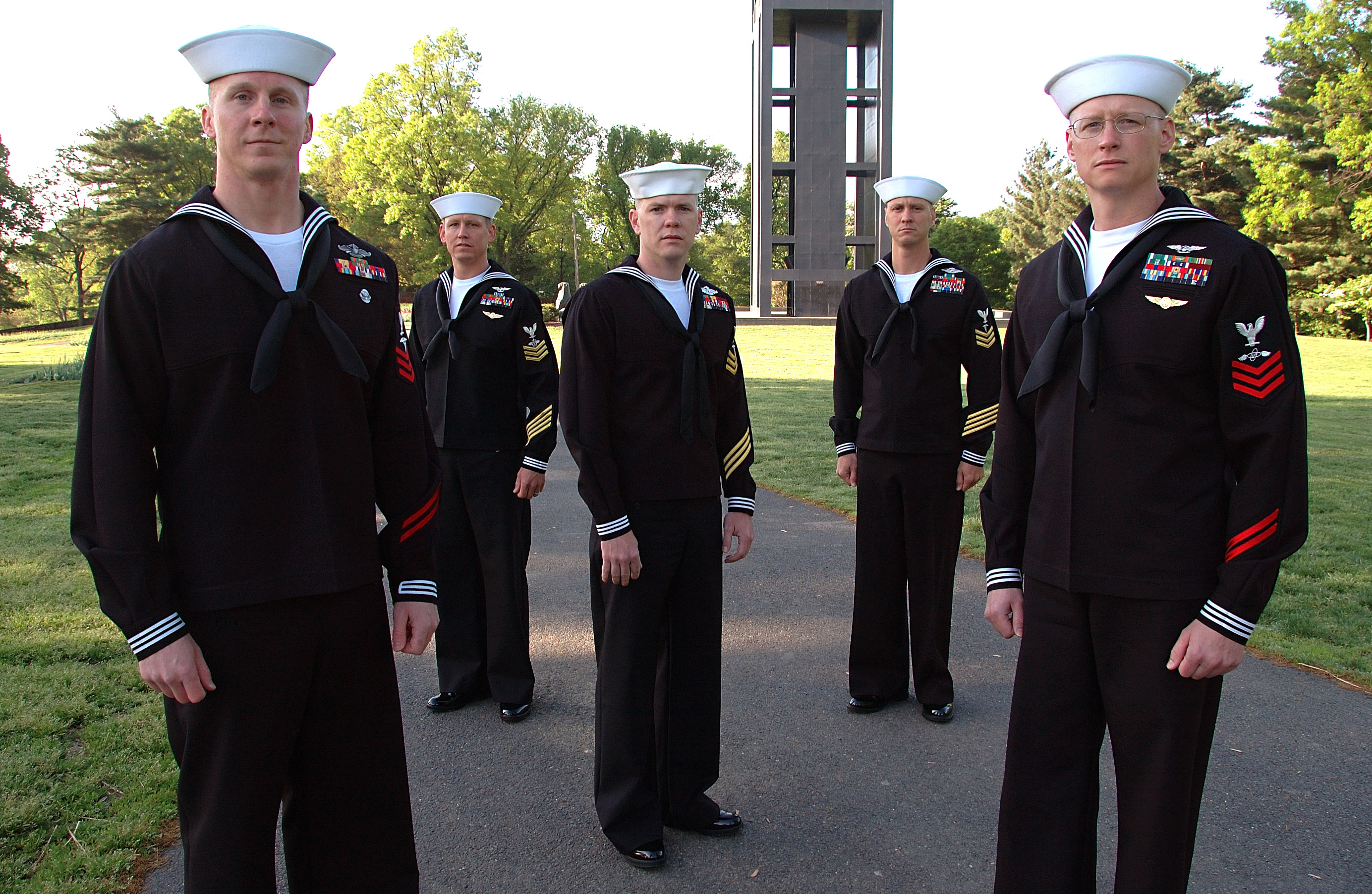
Rezerwiści United States Navy.

Marynarz – w szerszym ujęciu każdy członek załogi jednostki pływającej bez względu na pełnioną funkcję oraz stopień. Pojęcie to dotyczy wtedy jednakowo: marynarki handlowej, marynarki wojennej oraz żeglugi śródlądowej.